# زرنيخيد الألومنيوم والإنديوم
 زرنيخيد الألومنيوم والإنديوم  هي مادة نصف ناقلة لها الصيغة العامة (AlxIn(1-x) As) حيث تتراوح قيمة x بين 0 والـ 1، فالمركب بالتالي عن خليطة عشوائية من زرنيخيد الإنديوم InAs وزرنيخيد الألومنيوم AlAs.